# 奔都乡
奔都乡，是中华人民共和国四川省甘孜藏族自治州得荣县下辖的一个乡镇级行政单位。

## 行政区划
奔都乡下辖以下地区：
奔都村、沙宗村、莫木上村、莫木中村、莫木下村、俄木学村、建英村、拉姆村、呷色村、奔色村、木格村、得龚村和莫金村。